# Staphylos de Naucratis
Pour les personnages mythologiques, voir Staphylos.
Staphylos (en grec ancien Νύμφις) est un historien, mythographe et géographe grec du IIIe siècle av. J.-C. natif de Naucratis.

## Œuvres
On lui connaît quelques ouvrages, Sur l’Éolie en au moins trois livres, dont il reste un extrait au sujet des pénestes, et d’autres Sur l’Attique, Sur l’Arcadie. Athénée le cite par erreur, le confondant avec Staphylos ; Strabon le cite dans son livre X, à propos de la Crète et Chiron.

## Sources
- Athénée, Deipnosophistes [détail des éditions] (lire en ligne) (Livre II)
- Strabon, Géographie [détail des éditions] [lire en ligne] (Livre X)
- Pline l'Ancien, Histoire naturelle [détail des éditions] [lire en ligne] (Livres I, IV, V)